# Dornach (Soleure)
Pour l’article homonyme, voir Dornach (quartier de Mulhouse).
Dornach est une commune suisse du canton de Soleure, dans l'agglomération de la ville de Bâle.

## Géographie

### Localisation
Dornach est une commune, située dans le district de Dorneck, à 10 km au sud de Bâle et à 30 km de Delémont.

### Voies de communication et transports
La ville est située sur la ligne ferroviaire Bienne - Delémont - Bâle et sur la ligne de tram (10) pour Bâle.

## Histoire

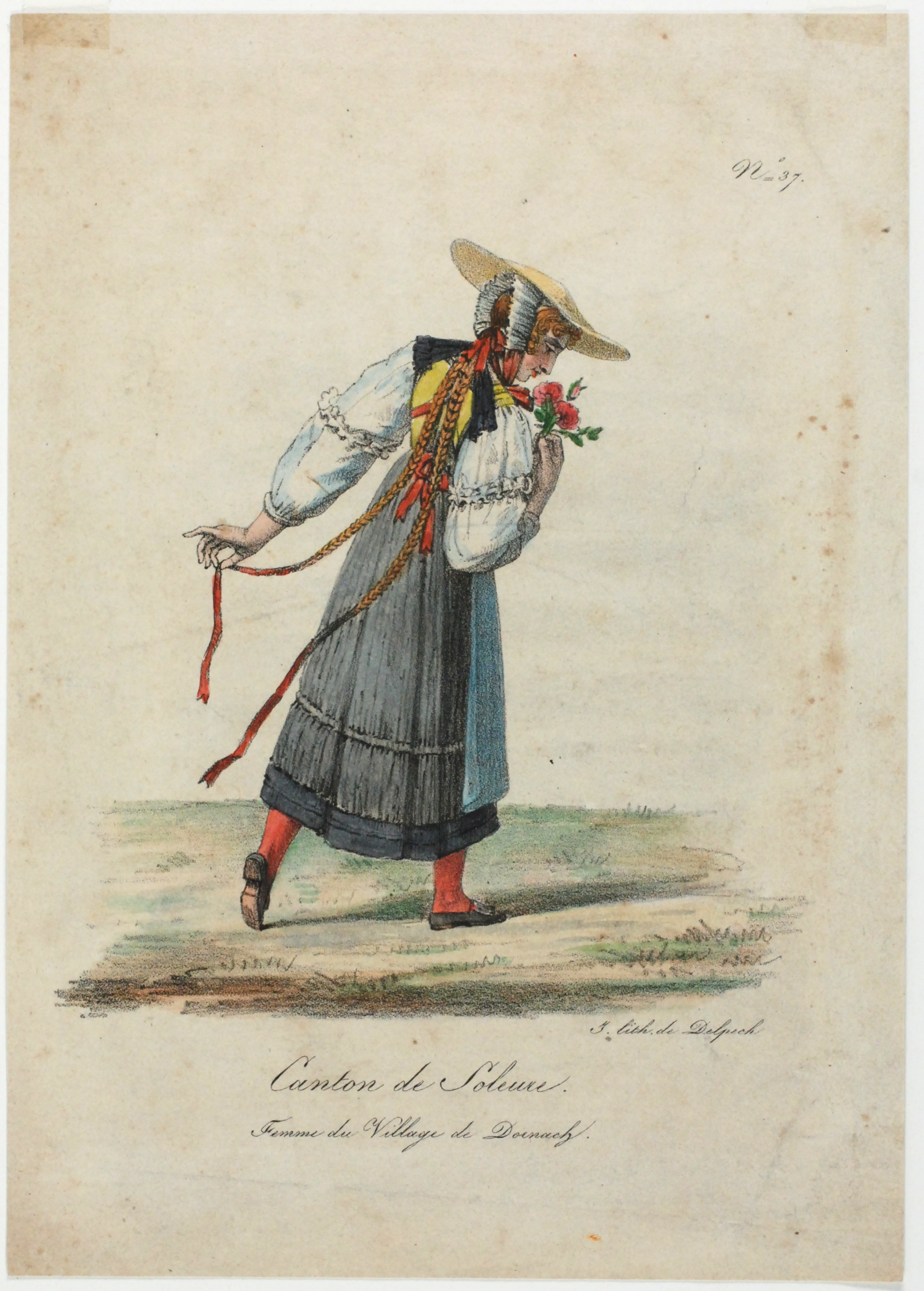
Femme du village de Dornach en habit traditionnel.

Situé dans la vallée de la Birse, le village est cité pour la première fois en 1223 sous le nom de Tornacho. La région est occupée depuis le Néolithique, comme en témoignent les nombreux objets retrouvés dans des fouilles. Une villa romaine du IIIe siècle, ainsi que deux cabanes, datant respectivement du VIIIe et du Xe siècle, ont été mises au jour en 1991.
Le village, alors composé des deux bourgades de Dornachdorf et Dornachbrugg, fait partie au Moyen Âge de la seigneurie de Dorneck avant d'être acheté par la ville de Soleure (en même temps que le château fort de Dorneck) pour moitié en 1485, puis totalement en 1502. La commune adopte la Réforme protestante en 1529, mais revient au catholicisme en 1534. En 1499, il s'y déroule la Bataille de Dornach, entre la Confédération suisse et la Ligue de Souabe.
La commune est, depuis 1913, le siège de la Société anthroposophique universelle, dont le bâtiment, incendié dans la nuit du 31 décembre 1922, a été remplacé en 1924 par une des premières constructions en béton brut.

## Économie
L'économie de la commune est principalement assurée par la culture des céréales jusqu'au XIXe siècle avant que ne s'y greffe la viticulture vers 1900, puis l'industrie textile. La commune connaît un important développement à la suite de l'ouverture de la ligne de chemin de fer qui permet à plusieurs industries liées à l'horlogerie de s'établir dans la région.

## Culture et patrimoine

### Héraldique
| Blason | Blasonnement : D'argent à deux hameçons adossés de sable. |

### Lieux et monuments

Vue ancienne (entre 1800 et 1840) des ruines du château

La ville est connue pour le Goetheanum de Rudolf Steiner, siège de la Société anthroposophique universelle.
Elle possède également depuis 1301 une église dédiée à saint Maurice qui abrite depuis 1949 le musée du Schwarzbubenland, ainsi qu'un mémorial de 22 mètres de long, rappelant les épisodes locaux de la guerre de Souabe de 1499.
À l'extérieur de la ville, sur un rocher la dominant, se trouvent les ruines du château de Dorneck.

### Personnalités liées à la commune
- Rudolf Steiner (1861-1925) : anthroposophe, mort à Dornach ;
- Albert Steffen (1884-1963) : poète et anthroposohe, mort à Dornach ;
- Arthur Stoll (1887-1971) : chimiste, mort à Dornach ;
- Otto Stich (1927-2012) : conseiller fédéral, mort à Dornach ;
- Benjamin Huggel (1977-) : footballeur, né à Dornach.

## Sources
- (de) Cet article est partiellement ou en totalité issu de l’article de Wikipédia en allemand intitulé « Dornach_SO » (voir la liste des auteurs).
- Anna C. Fridrich, « Dornach » dans le Dictionnaire historique de la Suisse en ligne, version du 24 janvier 2006.